# Lop Nor

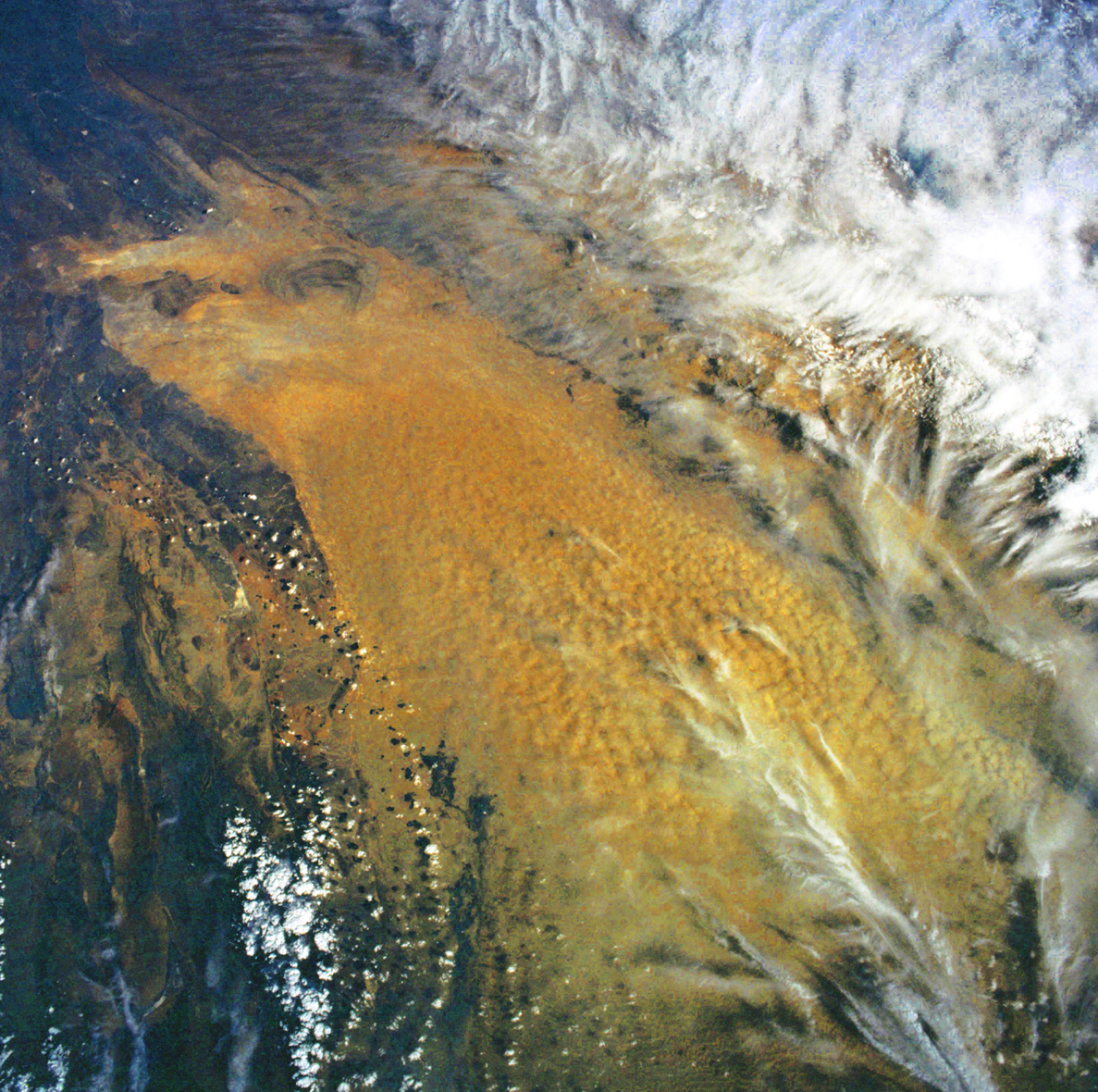
Lop Nor (formación geológica con forma de oreja en el lado superior izquierdo) visto desde el espacio, septiembre de 2000.

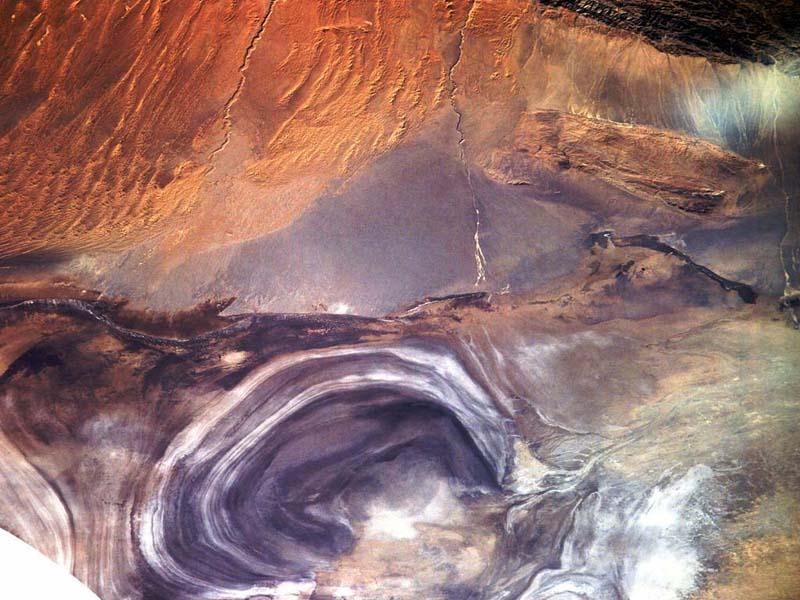
Desierto Lop Nor (Sinkiang, China): Imagen de satélite de las líneas en hélice del antiguo mar Lop Nor.

El Lop Nor (uigur: لوپنۇر; en chino tradicional, 羅布泊; en chino simplificado, 罗布泊; pinyin, Luóbù Pō), llamado también lago Lop (llamado en mongol y uigur Lop Nuur o Lop Nur, en chino tradicional, 羅布淖爾; en chino simplificado, 罗布淖尔; pinyin, Luóbù Naoer) (también transcrito como Lob-nor, Lo-pu po o lago Taitema; y en los Anales Han: P'u-ch'ang Hai, Lou-lan Hai o Yen-tse) es un grupo de pequeños, y hoy en día estacionales, lagos salados y marjales localizados entre el desierto de Taklamakán y el desierto de Gobi, al sur de las montañas Kuruktag, en la esquina suroriental de la Región Autónoma Uigur de Sinkiang, al noroeste de la República Popular China (centrados alrededor de las coordenadas 40°24′N 90°48′E / 40.4, 90.8). Históricamente, era un gran lago (en 1928 tenía 3.100 km²) que hoy está totalmente seco dado que el caudal de los ríos que lo alimentaban ha sido empleado para usos humanos y agrícolas. Hoy día la región forma parte del desierto de Lop.

## Origen
El sistema lacustre en el que el río Tarim desagua es el último vestigio del histórico lago Tarim post-glaciar, que una vez cubrió más de diez mil kilómetros cuadrados de la cuenca del río Tarim. Lop Nor es una de las mayores cuencas hidrológicas endorreicas del mundo. Los antiguos geógrafos chinos lo catalogaron como un simple lago salado que ha ido desecándose paulatinamente desde tiempos históricos, y a gran velocidad desde los 3.100 km² medidos en 1928. Su lecho desecado se ha convertido en el Desierto de Lop, cuyos vientos dominantes, caracterizados por impresionantes tormentas de arena loess han desplazado el sistema lacustre de 30 a 40 km hacia el oeste durante los pasados 40 últimos años. Una de las causas de la desestabilización y desplazamiento causado por el desierto se ha debido a la tala indiscriminada de álamos, chopos, sauces y otras especies ripícolas para combustible de la población local; como consecuencia, en 2003 se estableció una reserva natural para proteger 3520 km² plantados con especies ripícolas (populus).

## Historia
Los antiguos recursos de agua del río Tarim y de Lop Nor alimentaron el reino de Lulán, una antigua civilización en la ruta de la seda, junto a la ribera noroccidental del lago histórico, hoy enterrada en las arenas del desierto de Lop. A partir del 55 a. C., Lulán se convirtió en el llamado reino de Shanshan, un estado satélite del imperio chino. También puede decirse que el lago dio vida a la floreciente cultura tocaria. Se han descubierto asentamientos enterrados y varias de las llamadas momias de Tarim a lo largo de las antiguas orillas del lago. 
Marco Polo pasó cerca de Lop Nor, y exploradores europeos como el barón von Richthofen, Nikolai Przhevalsky y Sven Hedin visitaron el área a finales del siglo XIX y principios del XX.
Desde 1964 el lago ha sido usado como el lugar donde se han realizado las 45 pruebas nucleares del arsenal nuclear de la República Popular China. El 13 de junio de 1996 el famoso explorador chino Yu Chunshun murió deshidratado intentando cruzar caminando el Lop Nor.